# Steenstrupina-(Ce)
La steenstrupina-(Ce) è un minerale.